# جوردن دودسون
جوردن دودسون (بالإنجليزية: Jordan Dodson)‏ هو كاتب سيناريو ومخرج نيوزيلندي، ولد في 10 ديسمبر 1987.

## وصلات خارجية
- جوردن دودسون على موقع IMDb (الإنجليزية)